# 程紹南
程紹南（？—？），號葦峰，福建漳州府漳浦縣人。

## 生平
万历三十七年（1609年）己酉科福建乡试举人，四十一年（1613年）癸丑科進士，户部觀政，四十五年授南京大理寺左評事，天啓元年補原职，三年京察，四年降廣東副理问。

## 家族
曾祖程嗣魁，台州府训导。祖父程承翀。父程璋，生员。